# Natalie Dell
Natalie Dell, född den 20 februari 1985 i Silver Spring i USA, är en amerikansk roddare.
Hon tog OS-brons i scullerfyra i samband med de olympiska roddtävlingarna 2012 i London.